# Ofanto
Ofanto, of in de oudheid genoemd: Aufidus, naar het Grieks Ophidus, Ωφιδους, dat 'slang' betekent, is een rivier in het zuiden van Italië. Hij is ongeveer 170 km lang en stroomt door de regio's Campania, Basilicata en Puglia, om vervolgens bij Barletta uit te monden in de Adriatische Zee.
Het stroomgebied omvat 2780 km², een gebied waar meer dan 420.000 mensen wonen. Het regiem is sterk wisselend; typisch voor een regenrivier.
- Virtual International Authority File: 243258717